# Liste der Naturdenkmale in Knöringen
Die Liste der Naturdenkmale in Knöringen nennt die im Gemeindegebiet von Knöringen ausgewiesenen Naturdenkmale (Stand 23. Mai 2024).

## Ehemalige Naturdenkmale
| Nr. | Bezeichnung | Lage                            | Beschreibung                                | Bild                                    |
| --- | ----------- | ------------------------------- | ------------------------------------------- | --------------------------------------- |
|     | Balzerbirne | Hauptstraße, hinter Nr. 37 Lage | Pyrus communis; Rechtsverordnung aufgehoben | Direkt Bild zu diesem Denkmal hochladen |